# Municipio de Acacoyagua
El municipio de Acacoyagua es uno de los 124 municipios que componen al estado de Chiapas. Su cabecera municipal es la villa de Acacoyagua. Fue fundada en 1947 cuando se separó de Escuintla, Chiapas, la cabecera municipal.